# الکسی کاساتونووا
الکسی کاساتونووا (روسی: Алексей Викторович Касатонов؛ زادهٔ ۱۴ اکتبر ۱۹۵۹) بازیکن هاکی روی یخ اهل روسیه است.
از باشگاه‌هایی که در آن بازی کرده‌است می‌توان به آناهایم داکس اشاره کرد.